# Холцер, Драган
Драган Холцер (серб. Драган Холцер; 19 января 1945 года, Бад-Готлойба-Берггисхюбель — 23 сентября 2015 года, Сплит) — югославский футболист, защитник.
Родился в нацистском тюремном лагере в Словении. Отец Драгана Франц Холцер воевал во Второй мировой войне на стороне югославских партизан. и был убит в бою. Вскоре после окончания войны мать увезла семью в свой родной город Ниш в Сербии, где Холцер и вырос.
За сборную Югославии провёл 52 матча, был в составе сборной на Евро-1968, включая финальный матч турнира, где югославы и уступили.
Холцер, который считался легендой футбольного клуба Хайдук Сплит, умер в Сплите 23 сентября 2015 года на 71 году жизни.